# Kunów (gemeente)
De gemeente Kunów is een stad- en landgemeente in het Poolse woiwodschap Święty Krzyż, in powiat Ostrowiecki.
De zetel van de gemeente is in Kunów.
Op 30 juni 2004 telde de gemeente 9934 inwoners.

## Oppervlakte gegevens
In 2002 bedroeg de totale oppervlakte van gemeente Kunów 113,73 km², waarvan:
- agrarisch gebied: 50%
- bossen: 43%

De gemeente beslaat 18,45% van de totale oppervlakte van de powiat.

## Demografie
Stand op 30 juni 2004:
| Omschrijving                   | Totaal | Totaal | Vrouwen | Vrouwen | Mannen | Mannen |
| ------------------------------ | ------ | ------ | ------- | ------- | ------ | ------ |
| eenheid                        | aantal | %      | aantal  | %       | aantal | %      |
| inwoners                       | 9934   | 100    | 5074    | 51,1    | 4860   | 48,9   |
| bevolkingsdichtheid (inw./km²) | 87,3   | 87,3   | 44,6    | 44,6    | 42,7   | 42,7   |

In 2002 bedroeg het gemiddelde inkomen per inwoner 1242,65 zł.

## Plaatsen
Biechów, Boksycka, Bukowie, Chocimów, Doły Biskupie, Janik, Kolonia Inwalidzka, Kolonia Piaski, Kurzacze, Małe Jodło, Miłkowska Karczma, Nietulisko Małe, Nietulisko Duże, Prawęcin, Rudka, Wymysłów, Udziców.

## Aangrenzende gemeenten
Bodzechów, Brody, Ostrowiec Świętokrzyski, Pawłów, Sienno, Waśniów